# Garudinodes trizona
Garudinodes trizona är en fjärilsart som beskrevs av George Francis Hampson 1911. Garudinodes trizona ingår i släktet Garudinodes och familjen björnspinnare. Inga underarter finns listade i Catalogue of Life.